# Nothoscordum portoalegrense
Nothoscordum portoalegrense är en amaryllisväxtart som beskrevs av Pierfelice Ravenna. Nothoscordum portoalegrense ingår i släktet vaniljlökar, och familjen amaryllisväxter. Inga underarter finns listade i Catalogue of Life.